# روانی (ترانه پست مالون)
«روانی»(به انگلیسی: Psycho) تک‌آهنگی از هنرمند اهل ایالات متحده آمریکا پست مالون، است.
این تک‌آهنگ در چارت‌های کانادا، استرالیا، سوئد، در رتبه اول و در چارت‌های نروژ، دانمارک، فنلاند، نیوزلند، پرتغال، اتریش، بریتانیا جزو ده ترانه اول قرار گرفت.